# آناتما (گروه موسیقی)
آناتما (که به اعتقاد برخی نام این گروه موسیقی «آناثما» (th) خوانده می‌شود) (به انگلیسی: Anathema) یک گروه آلترنتیو - پراگرسیو راک انگلیسی از شهر لیورپول بود که به همراه گروه‌هایی نظیر مای داینگ براید کمک بسیاری در گسترش ژانر موسیقی دوم متال کردند. کارهای ابتدایی گروه آناتما در سبک دث-دوم بود، اما آلبوم‌های بعد آنها در سبک‌های آلترنتیو راک، پراگرسیو راک و پست-راک سیر می‌کند که هنرنمایی خواننده مرد و زن در کنار هم، ترکیب بسیار دلنشینی را پدیدآورده است.
کلمهٔ آناتما در زبان انگلیسی به معنی تکفیر و «مورد لعن واقع شده از طرف روحانیون دین» است.
یکی از دلایل محبوبیت این بند، استفاده از سبک‌های متفاوت ولی در عین حال حرفه ای در آلبوم‌های متفاوت وی است.
سبک بسیار متفاوت آلبوم «سیستم آب و هوا» و آلبوم «خوشبین» محبوبیت بسیار زیادی در بین طرفداران ژانرهای مختلف موسیقی راک برای خود به وجود آورد و آلبوم‌هایی از اجراهای زنده و لایو از بین ترک‌های محبوب وی نیز در محبوبیت بند آناتما بی تأثیر نبوده.
محبوب‌ترین ترک از این بند بین جامعه راک پارسی «پرواز» می‌باشد که در چند آلبوم به سبک‌های متفاوت بازنوازی شده که در هر ورژن آن بر اساس سلیقهٔ طرفداران حس‌های مختلف ژانرهای موسیقی به صورت بسیار ماهرانه تنظیم شده‌اند.
خواننده اصلی این بند «دنییل کاوانا» به صورت مستقل نیز در زمینهٔ موسیقی راک فعالیت می‌کند که کارهای مستقل وی نیز جالب توجه می‌باشد
این گروه موسیقی بریتانیایی، روز ۲۳ سپتامبر ۲۰۲۰، بعد از بیش از بیست سال فعالیت، رسماً منحل شد.

## تاریخچه
آناتما در سال ۱۹۹۰ با نام فرشتهٔ کافر (Pagan Angel) شکل گرفت، و در ۲۵ ام نوامبر همان سال گروه اولین نمونه آهنگ خود را با نام "An Iliad of Woes" ضبط کرد. تغییر نام گروه به نام فعلی در اوایل سال ۱۹۹۱ صورت گرفت.
اولین نمونه آهنگ آن‌ها توجه چندین گروه از عرصهٔ متال انگلستان را برانگیخت و پس از آن آناتما کنسرت‌هایی را به همراه گروه‌هایی مانند Bolt Thrower و پارادیس لاست اجرا کرد.
گروه با عرضهٔ دومین نمونه آهنگ خود (با نام «All Faith is Lost») توجه بسیاری را جلب خود کرد که ثمرهٔ آن ایجاد قراردادی برای چهار آلبوم آن‌ها با شرکت Peaceville Records بود. اولین عرضهٔ آن‌ها تحت حمایت این شرکت یک اجرای طولانی (EP یا Extended Play) با نام «The Crestfallen» در نوامبر سال ۱۹۹۲ بود. به واسطهٔ سودی که از این آلبوم نصیب اعضای گروه شد، گروه توری را به همراه گروه کنیبال کورپس برگزار کرد.
«Serenades»، اولین اجرای پیوسته (LP یا Long Play) گروه، توجه بسیاری از بزرگان را جلب کرد، به طوری که نماهنگی برای آهنگ «Sweet Tears» از این آلبوم توانست اجازهٔ پخش از شبکهٔ ام‌تی‌وی را بسیار سریع کسب کند.
سال ۱۹۹۴ سال برگزاری اولین تور گروه در اروپا بود که با فاصلهٔ بسیار کمی با اجراهایی در فستیوال راک مستقل در کشور برزیل همراه شد.
آهنگ‌های اولین آلبوم آناتما به سبک دث متال بود. این گروه طی چهار سال بعدی پنج آلبوم دیگر بیرون داد، که آن‌ها هم در همین سبک بودند. در این سال‌ها آناتما گروه شناخته شده‌ای در سبک دوم متال، و نیز یکی از اولین مبدعان سبک دوم/دث متال بود، هرچند که آلبوم‌های اخیر آناتما در سبک پراگرسیو راک است که از زمان تغییر سبک آلبوم‌ها، این گروه طرفدارانی بسیار بیشتر از گذشته به دست آورده و موسیقی‌ها دارای مضمون‌های عمیق‌تر، بسیار پر مفهوم تر و زیباتری شده.

### آناتما پس از رفتن درن وایت
در سال ۱۹۹۵ درن وایت گروه را ترک کرد و وینسنت کاوانا نوازنده گیتار به جای او خوانندگی را به عهده گرفت. در سال ۱۹۹۶ با این تغییر آلبوم «ابدیت» (Eternity) عرضه شد. در این آلبوم شعرها کوتاه بودند و حالتی آمیخته با خشم داشتند. آلبوم با یک موسیقی بی کلام شروع می‌شد و یکی از ترانه‌های این آلبوم به اسم امید به روی هارپر تعلق داشت. تفاوت در شیوهٔ خوانندگی باعث شد تا این آلبوم بیشتر از آلبوم‌های قبل مورد توجه قرار بگیرد. عضو اصلی گروه در آن موقع دانکن پترسون بود، که هم آهنگسازی و هم ترانه‌سرایی را به عهده داشت.
آلبوم بعدی گروه که در سال ۱۹۹۸ عرضه شد شبیه به آلبوم قبلی اجرا شد، اما از خشونت کمتری نسبت به آلبوم‌های قبلی برخوردار بود. این آلبوم به نام «آلترنتیو ۴» دارای شعرهایی به مراتب قوی‌تر است، و همچنین فضای ترانه‌ها نسبت به آلبوم قبلی آرام‌تر شده‌اند.
سال ۱۹۹۹ اعضای این گروه آلبوم‌ی را با نام «داوری» عرضه کردند، و به خاطر مرگ مادر برادران کاوانا در همان سال، این آلبوم به مادر آن سه تقدیم شد. ترانهٔ «آخرین خداحافظی» (One Last Goodbye) این آلبوم از مشهورترین ترانه‌های گروه است. پس از این آلبوم دانکن پترسون از گروه جدا شد و با مایکل مس گروهی به نام آنتی متر تشکیل داد.

### آناتما پس از رفتن دانکن پترسون
پس از رفتن دانکن، دنییل کاوانا جای او را گرفت. در سال ۲۰۰۱ آلبوم «روز خوبی برای رفتن» (A Fine Day To Exit) در حالی به بازار عرضه شد که تقریباً تمام شعر و موسیقی آلبوم را دنییل ساخته بود. حال و هوای این آلبوم خیلی آرام‌تر از آلبوم قبلی بود و در سبک آلترناتیو راک اجرا شده بود. آلبوم «یک بلای طبیعی» نیز با همین ویژگی‌ها اجرا شد و در سال ۲۰۰۳ عرضه گردید. در این آلبوم دنییل پس از یک وقفهٔ کوتاه دوباره به گروه برگشته بود. در سال ۲۰۱۰ گروه آلبوم ما اینجا هستیم زیرا ما اینجا هستیم را منتشر کرد و به دنبالش در سال ۲۰۱۲ آلبوم سیستم‌های آب و هوایی را منتشر کرد.
در سال ۲۰۱۲ دنییل کاردوسو به عنوان نوازنده کیبورد به گروه پیوست. با آمدن او گروه اقدام به انتشار دو آلبوم زنده و یک دی‌وی‌دی کرد.
در سال ۲۰۱۴ گروه دهمین آلبوم خود را با نام ماهواره‌های دور پخش کرد.

### پایان آناتما
این گروه روز ۲۳ سپتامبر سال ۲۰۲۰ اعلام کرد که به دلیل کرونا فعالیت‌هایش لغو و دیسبند شد.

## اعضا
- وینسنت کاوانا: خوانندگی و گیتار ریتم
- دنییل کاوانا: گیتار لید
- جیمز کاوانا: گیتار بیس
- جان داگلاس: درام و پرکاشن
- لی داگلاس: خوانندگی
- دنییل کاردوسو: نوازنده کیبورد

- درن وایت: آواز (۱۹۹۰ تا ۱۹۹۵)
- دانکن پترسون: گیتار بیس و کیبورد (۱۹۹۰ تا ۱۹۹۸)
- شوان ستیلز: درام (۱۹۹۷ تا ۱۹۹۸)
- مارتین پوول: کیبورد (۱۹۹۷ تا ۲۰۰۰)
- دیو پی باس: گیتار بیس (۱۹۹۸ تا ۲۰۰۱)
- لس اسمیت: کیبورد (۲۰۱۱ تا ۲۰۰۰)

## ترانه‌شناسی
- سرنادها (۱۹۹۳)
- The Silent Enigma (1995)
- Eternity (1996)
- آلترنتیو ۴ (۱۹۹۸)
- داوری (۱۹۹۹)
- A Fine Day to Exit (2001)
- یک بلای طبیعی (۲۰۰۳)
- ما اینجا هستیم زیرا ما اینجا هستیم (۲۰۱۰)
- سیستم‌های آب‌وهوایی (۲۰۱۲)
- ماهواره‌های دور (۲۰۱۴)
- 2017) The Optimist)

### دموها
- An Iliad of Woes (1990)
- All Faith Is Lost (1991)

### EPs
- The Crestfallen (1992)
- پنتکاست ۳ (۱۹۹۵)
- Alternative Future (1998)

### تک‌آهنگ
- "They Die" (1992)
- "We Are the Bible" (1994)
- "Deep" (1999)
- "Make It Right" (1999)
- "Pressure" (2001)
- "Everything" (2006)
- "A Simple Mistake" (2006)
- "Angels Walk Among Us" (2007)
- "Dreaming Light" (2011)

### تلفیق شده
- Resonance (2001)
- Resonance 2 (2002)
- 2006A Moment In Time (DVD)
- Hindsight (2008)
- Falling Deeper (2012) (UK chart peak: #168)
- 2013Universal (DVD, Fan's Edition)

## ویدئوگرافی

### Promo video
- Sweet Tears (1993, from album سرنادها)
- Mine Is Yours (1994, from album پنتکاست ۳)
- The Silent Enigma (1995, from album The Silent Enigma)
- Hope (1996, from album Eternity)
- Pressure (2001, from album A Fine Day to Exit)
- Dreaming Light (2010,from album ما اینجا هستیم زیرا ما اینجا هستیم)

## پیوندها
پایگاه اینترنتی گروه آناتما